# 愉虐性工業
《愉虐性工業》（Kink）是2013年由詹姆斯·法蘭科制作，关于BDSM网站Kink.com的美国纪录片。本作最早于2013年1月上映，后于2013年和2015年在世界范围交错上映。

## 制作
法蘭科在Kink.com旧金山军械库拍摄《關於櫻桃》时，注意到演员和制作人员之间的关系，这跟与周六夜现场制作时的人员关系相似，使他对BDSM文化产生兴趣。导演克里斯蒂娜·沃罗斯在军械库接受采访后，同意拍摄这部电影。据报道，法蘭科决定制作本片的另一个原因，是与女友制作失败的性爱录像。

## 评论
在烂番茄上，根据8条评论打出的评分为88%。在Metacritic上，根据8位评论家的评论，该片获得67分（满分100分）。
《偏锋杂志》的评论家德鲁·亨特说“克里斯蒂娜·沃罗斯的纪录片不仅仅是对硬調色情的彻底检查，还是一种电影制作过程的编年史”、“这个有趣的悖论促成了一种熟悉且真实的想法，即表象往往是骗人的，很少有（作品）比《愉虐性工業》更令人振奋的。”
《纽约时报》在2014年的一篇文章称，这部纪录片是“对该行业的深入研究”。